# Wydma pierwotna

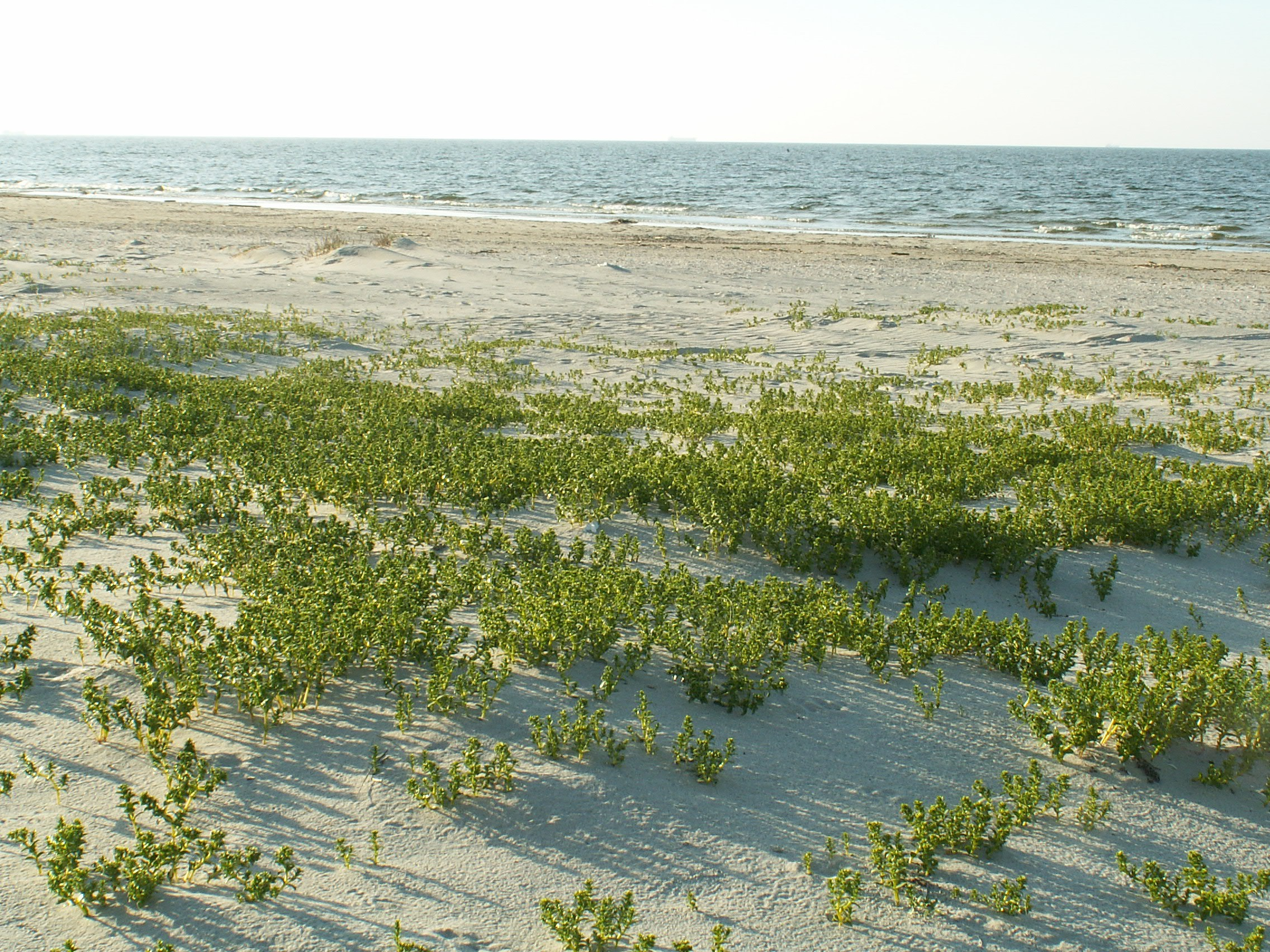
Wydmy inicjalne porastające honkenią piaskową w Świnoujściu

Wydma pierwotna, wydma przednia, przedwydmie, inicjalne stadium wydm białych – wydma w stadium inicjalnym powstająca na plaży, najczęściej w wyższej jej części lub na przedpolu wydm, w miejscach, gdzie procesy eoliczne dominują w zakresie wpływania na procesy geomorfologiczne nad wpływem falowania morza. Wydmy pierwotne mają postać systemu zmarszczek lub gładkich, piaszczystych pagórków. Zwykle zalewane są podczas sztormów jesienno-zimowych. Wydmy pierwotne zasiedlane są przez honkenię piaskową, rukwiel nadmorską oraz trawy typowe dla wydm nadmorskich, przez co następuje akumulacja lotnego piasku i rozwój wydm.